# Antiochrus aberrans
Antiochrus aberrans är en skalbaggsart som beskrevs av Leon Fairmaire 1897. Antiochrus aberrans ingår i släktet Antiochrus och familjen Hybosoridae. Inga underarter finns listade i Catalogue of Life.